# Атясево
Атя́сево (тат. Әтәс) — село в Актанышском районе Республики Татарстан, административный центр Атясевского сельского поселения.

## Этимология
Название села связано с башкирским лично-индивидуальным или семейно-родовым прозвищем «Әтәс» — «петух».

## География
Село расположено в верховье реки Шабиз, в 36 километрах к юго-западу от районного центра — села Актаныш. 

## История
Впервые упоминается в документах в 1780 году.
Являлось однонациональным поселением башкир-вотчинников Калмашевой тюбы Байлярской волости.
Все ревизии населения учитывали жителей села как башкир: в 1795 году в 28 дворах проживало 208 человек, в 1834 году в 69 хозяйствах — 400, в 1870 году в 120 дворах — 609, а в 1902 году в 127 домах — 339 башкир мужского пола. Занимались земледелием, разведением скота.

## Население
| 1795 | 1834 | 1859 | 1897 | 1906 | 1913 | 1920 | 1926 | 1938 | 1949 | 1958 | 1970 | 1979 | 1989 | 2002 | 2010 | 2015 |
| ---- | ---- | ---- | ---- | ---- | ---- | ---- | ---- | ---- | ---- | ---- | ---- | ---- | ---- | ---- | ---- | ---- |
| 208  | 400  | 560  | 565  | 736  | 644  | 527  | 441  | 395  | 259  | 251  | 259  | 248  | 198  | 191  | 190  | 185  |

Национальный состав села — татары.